# Liste der Kulturdenkmäler in Niederweis
In der Liste der Kulturdenkmäler in Niederweis sind alle Kulturdenkmäler der rheinland-pfälzischen Ortsgemeinde Niederweis aufgeführt. Grundlage ist die Denkmalliste des Landes Rheinland-Pfalz (Stand: 27. Juni 2022).

## Einzeldenkmäler
| Bezeichnung                                      | Lage                             | Baujahr                  | Beschreibung | Bild                           |
| ------------------------------------------------ | -------------------------------- | ------------------------ | --- | ------------------------------ |
| Wegekreuz                                        | Hauptstraße, vor Nr. 2 Lage      | 1786                     | Nischenkreuz, bezeichnet 1786 | Fotos hochladen                |
| Schloss Niederweis                               | Hauptstraße 9 Lage               | 1751                     | zweiflügeliger Mansarddachbau, bezeichnet 1751, großvolumige Scheune, langgestreckte Pferdeställe; Gesamtanlage mit Gartenmauer, bezeichnet 1755 | weitere Bilder Fotos hochladen |
| Katholische Filialkirche St. Johannes Evangelist | Hauptstraße 10 Lage              | 1846                     | romanischer ehemaliger Chorturm, kalksteinquaderverblendetes Langhaus und Chorschluss, bezeichnet 1846; in der Turmhalle Grabplatte und Epitaph-Fragment der Familie Cob von Nüdingen († 1671 und † 1699); Friedhofsmauer im Kern wohl noch mittelalterlich; Grabmal Clemens Wenzeslaus von der Heyden († 1840) | weitere Bilder Fotos hochladen |
| Hofanlage                                        | Hauptstraße 11 Lage              | 1812                     | Dreiseithof; Wirtschaftsteil bezeichnet 1812, Ökonomie mit Backhaus, bezeichnet 1813, fünfachsiges Wohnhaus bezeichnet 1819; Hofmauer und Tor eventuell barock | Fotos hochladen                |
| Wohnhaus                                         | Hauptstraße 22 Lage              | 1766                     | fünfachsiges Wohnhaus, 1766; ortsbildprägend | Fotos hochladen                |
| Portal                                           | Hauptstraße, an Nr. 26 Lage      | 17. oder 18. Jahrhundert | barockes Portalgewände | BW                             |
| Portal                                           | Hauptstraße, an Nr. 28 Lage      | 1791                     | Oberlichtportal, Rokoko, bezeichnet 1791, Neurenaissance-Türblatt | Fotos hochladen                |
| Hofanlage                                        | Höhjunker Straße 12 Lage         | 1819                     | Wohnhaus bezeichnet 1819, Scheune bezeichnet 1854 | BW                             |
| Portal                                           | Höhjunker Straße, an Nr. 14 Lage | 1822                     | Portalrahmung, bezeichnet 1822, bauzeitliches Eichenholz-Türblatt | BW                             |
| Hofanlage                                        | Nimsweg 2 Lage                   | um 1800                  | Hofanlage; fünfachsiges Wohnhaus, um 1800, Scheune bezeichnet 1859 | BW                             |

## Ehemalige Kulturdenkmäler
| Bezeichnung | Lage                | Baujahr                            | Beschreibung                                                                                          | Bild |
| ----------- | ------------------- | ---------------------------------- | --- | ---- |
| Wohnhaus    | Hauptstraße 20 Lage | zweite Hälfte des 19. Jahrhunderts | Flurküchenhaus, fortgeschrittenes 19. Jahrhundert; aus Denkmalliste gelöscht und durch Neubau ersetzt | BW   |